# Chelifera mantiformis
Chelifera mantiformis är en tvåvingeart som först beskrevs av Cuvier 1795.  Chelifera mantiformis ingår i släktet Chelifera och familjen dansflugor.
Artens utbredningsområde är Frankrike. Inga underarter finns listade i Catalogue of Life.